# Picard (Sarrelouis)
Pour les articles homonymes, voir Picard (homonymie).
Pour les articles ayant des titres homophones, voir Picart, Piccard, Picquart et Pycard.
Picard (en Sarrois Pickad) est un ortsteil de Sarrelouis en Sarre.

## Lieux et monuments

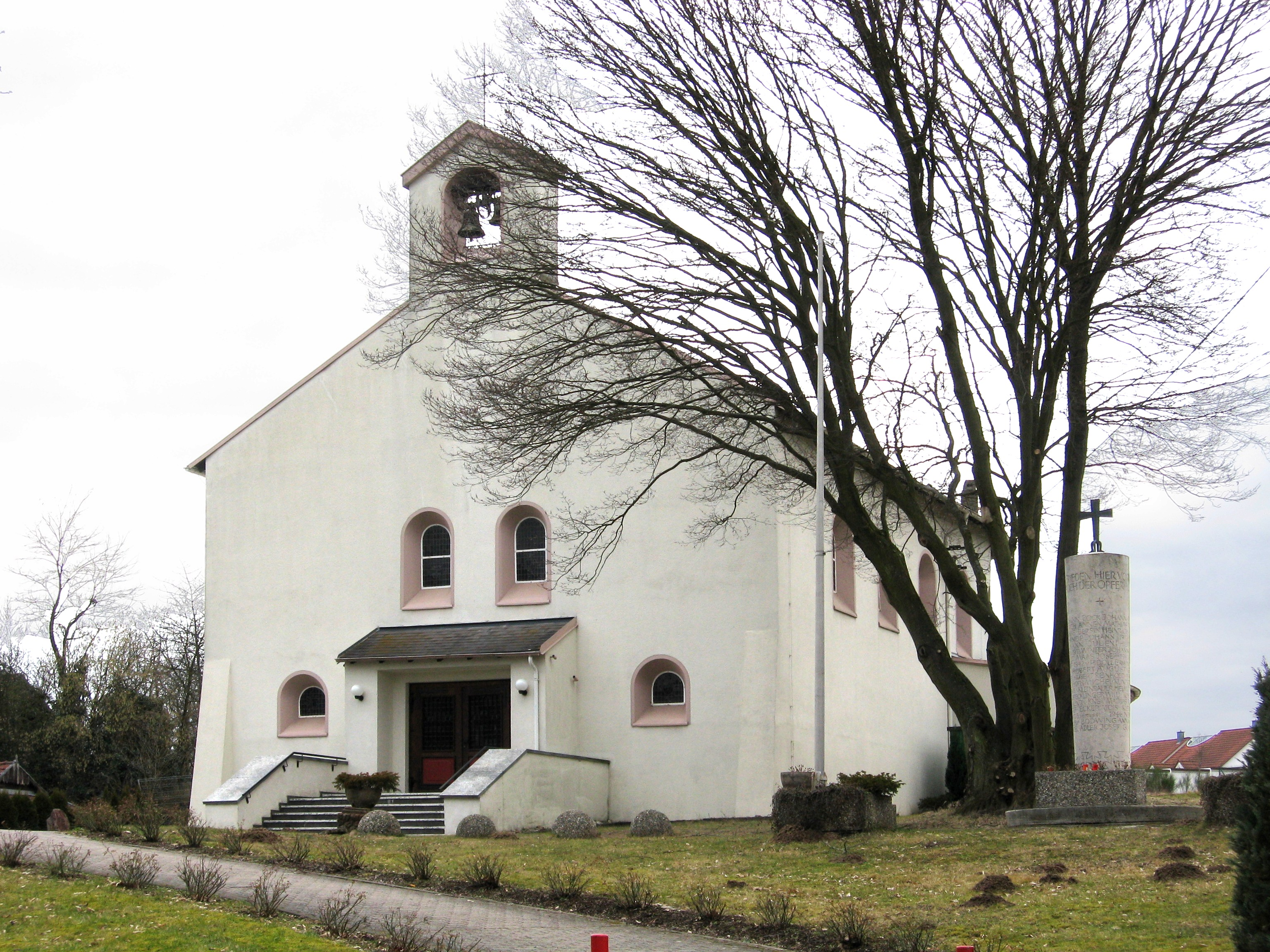
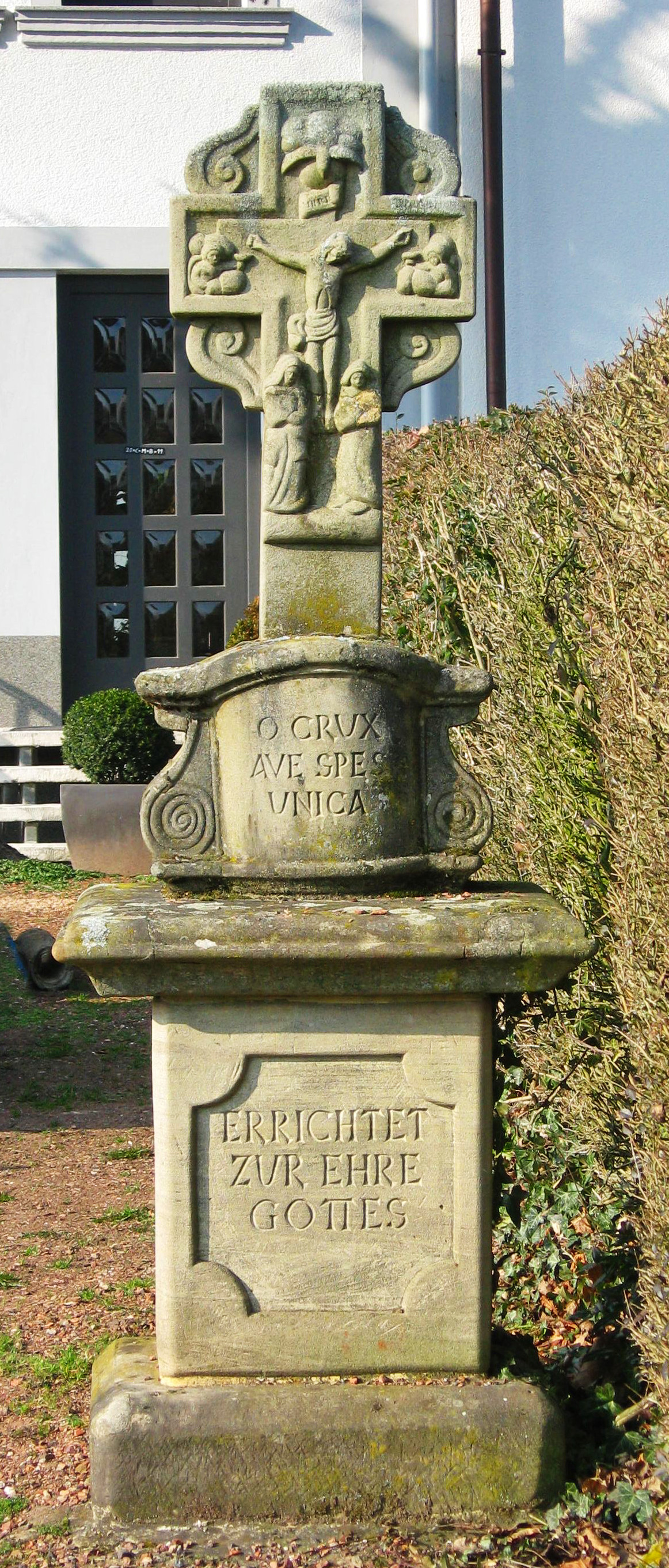
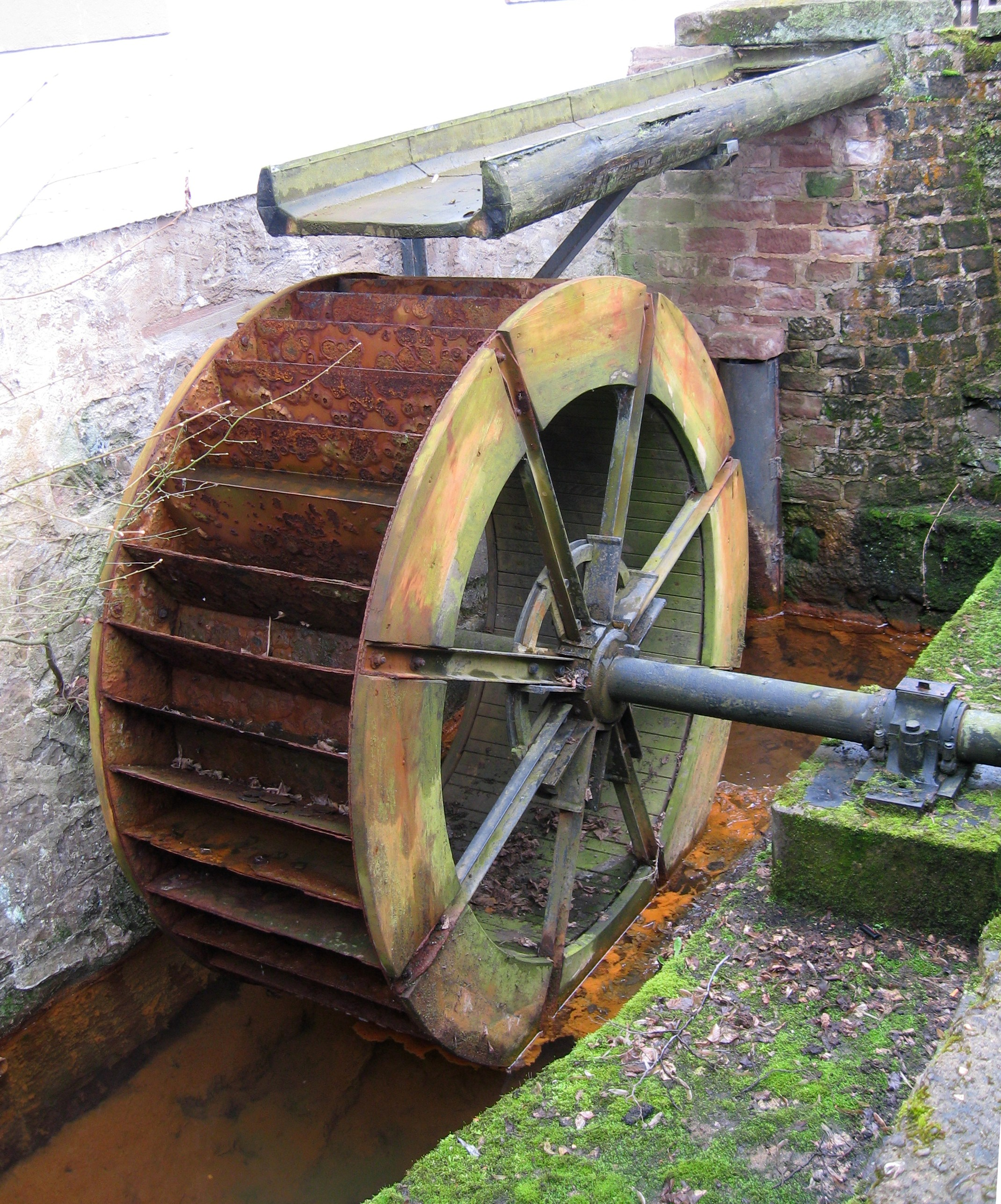